# Khaya
Khaya är ett västafrikanskt trädsläkte inom familjen Meliaceae.
Den främsta arten inom släktet är Khaya senegalensis, ett 30–40 meter högt, ståtligt träd med upp till två meters diameter. Trädes mahognylika hårda, rödbruna ved har använts för snickeriarbeten, och i Europa även kallats  Madeiramahogny eller Gambiamahogny.
Arter enligt Catalogue of Life:
- Khaya anthotheca
- Khaya grandifoliola
- Khaya ivorensis
- Khaya madagascariensis
- Khaya senegalensis